# Srdcerváči (grafický román)
Srdcerváči (v anglickém originále Heartstopper) je grafický román na pokračování a webkomiksová série pro mladé dospělé s LGBT tematikou. Napsala a ilustrovala ho britská autorka Alice Osemanová. Román sleduje životy školáků Charlieho Springa a Nicka Nelsona. Tyto postavy se původně objevily v autorčině prvním románu Solitaire. Román se zaměřuje na témata, jako je dospívání, duševní zdraví, sex, sexuální identita, šikana čí homofobie. Na základě románu vznikl v roce 2022 stejnojmenný televizní seriál. Grafický román i jeho seriálová adaptace z roku 2022 získaly ocenění kritiků. Série se stala bestsellerem a byla přeložena do více než 30 jazyků. Do češtiny sérii přeložila Romana Bičíková.

## Děj
Srdcerváči vypráví příběh školáků Charlieho Springa a Nicka Nelsona, kteří navštěvují chlapecké gymnázium Truham. Charlie je vyoutovaný gay, kvůli čemuž ho ve škole šikanovali, a on následkem toho trpí duševními problémy, konkrétně sebepoškozováním, obsedantně-kompulzivní poruchou a poruchou příjmu potravy. Nick je členem školního ragbyového mužstva. Na začátku nového školního roku jsou náhodou posazeni vedle sebe. Postupem času se skamarádí a Charlie se do Nicka zamiluje. Nick si díky přátelství s Charliem uvědomí, že je bisexuál. Z Nicka a Charlieho se nakonec stává hlavní pár série. Román ale vypráví také příběhy mnoha vedlejších postav a jejich vztahů. 
- První díl: Kniha se soustředí na začátky jejich vztahu. Charlie a Nick se poprvé setkávají, skamarádí se a čím bližšími přáteli se stávají, tím víc Nick začíná pochybovat o své sexualitě.
- Druhý díl: Nick se vyrovnává se zjištěním, že je bisexuální. Z Nicka a Charlieho se stává pár, ale prozatím to drží v utajení.
- Třetí díl: Nick a Charlie se vydávají na školní výlet do Paříže, kde Nick všem oznámí, že s Charliem tvoří pár. Charlieho duševní problémy začínají vycházet na povrch.
- Čtvrtý díl: Nick připravuje na návštěvu svého otce, zatímco Charlie bojuje s poruchou příjmu potravy.
- Pátý díl: Nick a Charlie řeší otázky ohledně sexu. Tento díl se také zaměřuje na starosti spojené s výběrem vysoké školy a rozhodnutím, zda na vysokou školu vůbec nastoupit.

## Postavy

#### Hlavní postavy
- Charles „Charlie“ Spring – je vyoutovaný gay a v průběhu komiksu trpí duševními problémy, a to převážně v důsledku svého předchozího vztahu a své sexuální orientace.
- Nicholas „Nick“ Nelson – je členem a kapitánem školního ragbyového týmu a je bisexuál.

#### Kamarádi
- Tao Xu – Charlieho nejlepší kamarád. Je zamilovaný do Elle.
- Elle Argentová – Charlieho kamarádka, která je zamilovaná do Taa. Je trans.
- Tara Jonesová – Nickova kamarádka z dětství. Je první, komu se Nick vyoutuje. Je ve vztahu s Darcy.
- Darcy Olsson – Tařina přítelkyně
- Aled Last – Charlieho kamarád. Je hlavní postavou v románu Radio Silence. Je demisexuální.

#### Charlieho rodina
- Viktorie „Tori“ Springová – Charlieho starší sestra. Je asexuální.
- Oliver „Olly“ Spring – Charlieho mladší bratr.
- Julio Spring – Charlieho otec
- Jane Spring – Charlieho matka

#### Nickova rodina
- Sarah Nelsonová – Nickova matka
- Stéphan Nelson – Nickův otec žijící ve Francii
- David Nelson – Nickův starší bratr (představen ve třetí knize)
- Nellie Nelson – Nickův pes (border kolie)
- Henry Nelson – Nickův druhý pes (mops, představen ve čtvrté knize)

#### Další postavy
- Benjamin „Ben“ Hope – nevyoutovaný gay student, se kterým byl Charlie na začátku příběhu v toxickém vztahu
- Harry Greene – homofobní tyran
- Michael Holden – Toriin přítel (představen ve čtvrté knize)

## Vývoj a vydání
Nick Nelson a Charlie Spring se poprvé objevili jako vedlejší postavy v autorčině prvním románu Solitaire. Osemanová uvedla, že se během psaní do těchto dvou postav zamilovala a rozhodla se, že si zaslouží vlastní příběh. Původně plánovala napsat klasický román, ale nakonec si uvědomila, že příběh Nicka a Charlieho potřebuje strukturu, která se hodí spíše pro webový komiks či grafický román.
Osemanová začala Srdcerváče vydávat jako webový komiks na Tumblr a Tapas v září 2016. Získala značné množství fanoušků, a proto se rozhodla vydat omezený počet fyzických kopií prvních dvou kapitol. Dne 20. června 2018 spustila na Kickstarteru kampaň s cílem publikování financovat a během dvou hodin dosáhla cíleného závazku. V říjnu 2018 získala Hachette Children's Group (HCG) práva na fyzické vydání prvních dvou dílů románu a v lednu následujícího roku získala práva na vydání třetího a čtvrtého dílu. První díl vyšel 7. února 2019, druhý díl pak 11. července 2019. Po vydání prvních dvou dílů začala Osemanová v srpnu 2019 webový komiks publikovat na Webtoon. Třetí díl vyšel v knižní podobě 6. února 2020 a čtvrtý díl 6. května 2021. Pátý díl vyšel 7. prosince 2023. K dostání jsou také Srdcerváči: Ročenka a Srdcerváči: Omalovánky, které vydala společnost Hachette a Graphix.

### Česká vydání
| Kniha | Kapitoly  | Rok vydání | Vydavatelství | Překlad         | ISBN              |
| ----- | --------- | ---------- | ------------- | --------------- | ----------------- |
| 1     | 1–2       | 2019       | CooBoo        | Romana Bičíková | 978-80-7544-825-5 |
| 2     | 3         | 2019       | CooBoo        | Romana Bičíková | 978-80-7544-904-7 |
| 3     | 4         | 2020       | CooBoo        | Romana Bičíková | 978-80-7661-035-4 |
| 4     | 5–6       | 2021       | CooBoo        | Romana Bičíková | 978-80-7661-240-2 |
| 5     | 7         | 2023       | CooBoo        | Romana Bičíková | 978-80-7661-906-7 |
| 6     | 8, epilog | TBA        | CooBoo        | Romana Bičíková | TBA               |

### Související díla
| Název                  | Rok vydání | Vydavatelství | Překlad         | ISBN              |
| ---------------------- | ---------- | ------------- | --------------- | ----------------- |
| Srdcerváči: Omalovánky | 2022       | CooBoo        | Romana Bičíková | 859-40-5043-447-9 |
| Srdcerváči: Ročenka    | 2022       | CooBoo        | Romana Bičíková | 978-80-7661-609-7 |

## Přijetí
Gemma McLaughlin, která psala pro deník The National, chválila romány za to, že dokážou zaujmout pozornost prostřednictvím „malých příběhů, které tvoří život“ spíše než prostřednictvím dějových zvratů a velkého dramatu. Na příběhu vyzdvihla jeho přívětivost a také postavy, které působí jako „přátelé z reálného světa“. Charlieho označila za „extrémně sympatického“ a chválila, jak romány nakládají s jeho duševním zdravím. Týdeník Publishers Weekly uvedl, že „pozvolné tempo románů a jejich zaměření na každodenní události umožňují, aby se vztah postav vyvíjel přirozeným způsobem“ a uvedl také, že výtvarný styl doplňuje tón příběhu. Imogen Russell Williams v týdeníku The Times Literary Supplement nazvala autorčin ilustrační styl „uvolněným a plynulým“ a o románech napsala, že se „přímo dotýkají pocitů studu, strachu a úzkosti a vynášejí je na světlo“. Online časopis AV Club zařadil webový komiks na svůj seznam „nejlepších komiksů roku 2018“, ve kterém Caitlin Rosbergová uvedla, že jej „nejlépe definuje laskavost jak k postavám, tak ke čtenáři“. Dvojice spisovatelů píšící pod pseudonymem Metaphrog zařadila komiks v roce 2019 na seznam „Nejlepší komiksy a grafické romány roku podle výběru tvůrců komiksů“ v deníku The Herald.
Terri Schlichenmeyer z Washington Blade popsala první díl románu jako „velmi sladký“ a chválila chápavé zacházení s postavami bojujícími se svou sexualitou. Také podotkla, že realističnost románu je posílena zahrnutím postav tyranů. Časopis Kirkus Reviews uvedl, že rozmístění komiksových panelů a jejich ohraničení „zabraňují tomu, aby vizuální stránka esteticky zatuchla“. Dále uvedl, že ručně psané písmo posiluje lidský tón příběhu a celý román pak nazval „rozkošným deníkem, který sleduje, jak se v břiše probouzí motýlci“. Summer Hayesová recenzovala první díl v Booklistu a chválila Osemanovou za použití panelů beze slov k vykreslení emocí postav, ačkoli měla pocit, že ilustrace jsou rozporuplné. Celkově dochází k závěru, že „romantika a realistické aspekty čtenáře do tohoto sladkého příběhu doslova vtáhnou“. Alaine Martausová první díl recenzovala v Bulletinu Centra pro dětské knihy, ve kterém chválila „jednoduché kresby, které se hodně zaměřují na tváře a obrazovky telefonů a posilují hluboká mezilidská spojení, jež jsou jádrem příběhu“. Příběh dále popsala jako „sekvenci okouzlujících vinět“.
V recenzi druhého dílu Martausová zopakovala své předchozí komentáře a řekla, že vyprávění „se plynule posouvá od dojemných chvilek k vtipným momentům a vzrušující romantice“. Kirkus Reviews o druhém díle uvedl, že si zachoval výrazný styl ilustrací přítomný v prvním díle a že přechody mezi panely jsou kreativní a dodávají dílu „kreativní šmrnc“. Chválil také postavy a příběh popsal jako „neuvěřitelně milý od začátku až do konce“. Sarah Rice recenzovala druhý díl v Booklistu a napsala, že vztah Nicka a Charlieho je prezentován „srdečným, jemným způsobem“ a vyzdvihla „volný umělecký styl plný krásných detailů, jako je grafické znázornění rozpaků či červenání se“. Tiffany Babb z AV Clubu ve své recenzi druhého dílu ocenila, že styl webového komiksu byl v knize zachován, a dále vyzdvihla práci s prázdným prostorem na stránce i autorčino ručně psané písmo, které je podle ní „expresivní“, a to tím způsobem, že vystihuje autorčin styl a zároveň sedí k organickému tempu komiksu. Napsala také, že vyobrazení Charlieho a Nicka odhaluje „úroveň porozumění a péče, která příběh pozvedává“. Ohledně vztahů mezi dalšími postavami a jejich přáteli i rodinou namítla, že román tyto vztahy „nijak neznehodnocuje ani neignoruje“.
Sarah Hughes zařadila třetí díl do novinového seznamu „Beletrie pro mladé dospělé: 25 nejlepších nových knih roku 2020“. V deníku The Independent ohodnotila Prudence Wade čtvrtý díl 8/10 a nazvala ho „dojemným příběhem o lásce dospívajících a přijetí sebe sama“. Fiona Noble zařadila čtvrtý díl do seznamu The Guardian „Nejlepší dětské knihy roku 2021“ a popsala jej jako „radostný, něžný pohled na první lásku a vztahy s inkluzivním obsazením“.
Pátý díl se v Británii po vydání okamžitě stal nejprodávanější knihou týdne napříč beletrií i naučnou literaturou. Alim Kheraj na pátém dílu vyzdvihuje to, že se soustředí na změny, které jsou sice malé, ale pro životy postav významné, a také to, že se „nebojí poukazovat na problémy, kterým mladí lidé v dnešním světě čelí, a vykresluje je s citem a ne senzacechtivostí“. Kheraj i Lyndon Bower na románu vyzdvihují citlivé zacházení se sexualitou a také to, že normalizuje jak sex bez penetrace, tak otázky a problémy ohledně sexu obecně, aniž by sex explicitně zobrazoval.

## Televizní adaptace
Televizní adaptace Srdcerváčů vstoupila do vývoje poté, co produkční společnost See-Saw Films v červenci 2019 získala práva. Produkce dostala v lednu 2021 zelenou od streamovací služby Netflix pro osmidílný seriál, který rovněž napsala Osemanová. V hlavních rolích jsou Joe Locke jako Charlie a Kit Connor jako Nick. Premiéra se konala 22. dubna 2022. Seriál měl vysokou sledovanost i dobrý kritický ohlas a krátce na to byla oficiálně oznámena jeho druhá a třetí řada.
V návaznosti na první řadu byl 28. dubna 2022 znovu vydán první díl románu – tentokrát s filmovým přebalem, na kterém jsou Locke a Connor ve stejné pozici jako Charlie a Nick na původní kreslené obálce. Po odvysílání na Netflixu se grafický román stal nejprodávanější dětskou knihou ve Velké Británii – prodej knih napříč celou sérií vzrostl v prvním týdnu o 220 %.

## Cenzura a omezení
Ve Spojených státech čelí série cenzuře v knihovnách. Tato vlna cenzury se snaží z veřejných a školních knihoven vyřadit knihy obsahující rasovou, etnickou, genderovou a sexuální diverzitu či knihy poukazující na systematický rasismus. Toto se týká například okrsků Clay County na Floridě, Canby v Oregonu či Marion County v Mississippi.
V Turecku tamější Ministerstvo pro rodinu a sociální služby knihu v září 2021 označilo za škodlivou a nemravnou, protože „obsahuje témata, která ohrožují mravní výchovu dětí mladších 18 let“. Série se v tamějších knihkupectvích může prodávat jen v obalech s nápisem „nevhodné pro děti“.
V roce 2021 v Maďarsku prošel zákon, který zakazuje propagaci knih s homosexuální tematikou nezletilým. Knihy s touto tematikou se mohou prodávat pouze obalené v průhledné fólii, aby se na místě nedaly otevřít. Maďarská vláda v červenci 2023 udělila tamější síti knihkupectví Líra Könyv pokutu ve výši asi 750 tisíc Kč za to, že tuto sérii umístila neobalenou do sekce pro mládež.